# Штучна акліматизація
Акліматиза́ція — навмисний ввіз якого-небудь виду в район, де він раніше не жив, з метою збагачення природних співтовариств корисними для людини видами або знищення (прямо, або шляхом конкуренції за ресурси) шкідливих. Процес акліматизації звичайно перебігає в три фази: 
1. інтродукцію,
2. адаптацію до нових умов та зайняття нової екологічної ніші,
3. натуралізацію.

У системній екології процес акліматизації описується логістичним рівнянням Ферхульста-Пірла:
{\displaystyle {dN \over dt}=r{(K-N) \over K}}
де N — чисельність (або щільність популяції) акліматизанта, t — час, протягом якого проходить акліматизація, r — специфічна швидкість зростання популяції акліматизанта, K — ємність середовища.
З цього рівняння випливає, що акліматизація починається з верхньої асимптоти, яка збігається з K, при якій народжуваність популяції акліматизанта дорівнює її смертності. Якщо акліматизанти не вступають в гострі конкурентні відносини з аборигенами, утилізуючи невикористовувані ресурси, говорять про «акліматизацію доповнення», в протилежному випадку — про «акліматизацію заміщення», при якій чисельність аборигенів скорочується або вони зовсім витісняються більш конкурентноздатними вселенцями. Приклад акліматизації доповнення — вселення намулоїдної поліхети нереїс з Чорного моря в Каспійське, де органічні речовини в ґрунтах до цього не використовувались в повній мірі. Приклад акліматизації заміщення — вселення австралійського чорного лебедя в Нову Зеландію, де він скоротив чисельність (а на деяких водоймах витіснив взагалі) місцевих видів качок завдяки тому, що харчується одними й тими ж об'єктами, що і вони, але може доставати набагато глибше завдяки своїй довгій шиї; тож на прибережних мілководдях качки лишаються без харчових ресурсів.
Акліматизація — це відомий з глибокої давнини вид господарської діяльності людини, коли люди, кочуючи, переносили з собою насіння їстівних рослин, переселяли свійських тварин тощо.
Великий внесок в розробку наукових засад акліматизації зробили такі вчені як Александер фон Гумбольдт, Ч. Дарвін, М. Вавилов, І. Мічурін.
| Екологія | Це незавершена стаття з екології. Ви можете допомогти проєкту, виправивши або дописавши її. |